# Trichophyton
Trichophyton (gr. θριχός „Haar“, φυτόν „Pflanze“) ist eine Gattung von Fadenpilzen, die zu den Fungi imperfecti gehören. Bedeutung haben sie als Erreger von Trichophytien. Dies sind Dermatophytosen, also Pilzerkrankungen der Haut sowie von Kopf- und Barthaaren.
Die Typusart ist Trichophyton tonsurans.

## Merkmale
Makrokonidien werden nicht bei allen Arten ausgebildet; wenn sie vorhanden sind, so besitzen sie ein bis zwölf Septen mit einer glatten, meist dünnen Zellwand. Sie können einzeln oder in Büscheln stehen und sind länglich zugespitzt, keulen- bis spindelförmig oder zylindrisch. Ihre Größe variiert von 8 bis 86 × 4 bis 14 µm. Mikrokonidien werden häufiger gebildet als Makrokonidien. Sie sind rund bis birnen- oder keulenförmig, sind gestielt oder ungestielt. Sie werden entweder einzeln an den Hyphenseiten oder in traubenförmigen Büscheln gebildet. Manche Isolate sporulieren nur auf geeigneten Medien. Auf Sabouraud-Dextrose-Agar bilden sie pudrige, samtige oder wachsartige Kolonien. Durch Pigmente auf der Unterseite sind diese weiß, rosa, rot oder lila bis hin zu gelb und braun.

## Ökologie und Lebensweise
Alle Arten ernähren sich von Keratin. Neben Arten, die als Wirt den Menschen bevorzugen, werden von anderen Spezies andere Säugetiere befallen. Diese parasitär lebenden Arten gehören zu den Dermatophyten. Je nach Lebensweise unterscheidet man:
- anthropophile Arten: Sie leben parasitisch auf Haut, Haaren und Nägeln der Menschen, zum Beispiel Trichophyton tonsurans, Trichophyton rubrum;
- zoophile Arten: Auch sie leben parasitisch auf Fell und Haut verschiedener Säugetiere, zum Beispiel Trichophyton equinum, Trichophyton verrucosum;
- geophile Arten: Diese Arten leben hauptsächlich im Erdboden auf abgefallenen Fellen und Hufen und sind nur selten parasitisch, zum Beispiel Trichophyton ajelloi.[1][4]

## Erkrankungen
Trichophyton-Arten lösen eine Reihe dermatologischer Erkrankungen beim Menschen oder Tier aus und gehören neben Epidermophyton und Microsporum zu den drei anamorphen Gattungen, die Dermatophytosen auslösen. Werden Hauptfruchtformen gebildet, so zählen diese zur Gattung Arthroderma.
Die Übertragung erfolgt durch Kontaktinfektion. Die Pathogenität der anthropophilen Arten beruht auf Enzymen (Keratinase, Proteinase, Elastase), mit denen sie das Keratin und andere Strukturproteine der Hornschicht von Haut, Nägeln und Haaren auflösen können. Die Erkrankungen werden in Abhängigkeit von ihrem Erscheinungsbild als Tinea, Erbgrind (Favus) oder allgemeiner als Trichophytie bezeichnet.

## Arten
Insgesamt sind etwa 20 Arten bekannt.
- Trichophyton concentricum R.Blanch.
- Trichophyton eboreum Brasch & Y.Gräser
- Trichophyton equinum (Matruchot et Dassonville) Gedoelst
- Trichophyton gourvilii Catanei
- Trichophyton kanei Summerb.
- Trichophyton megninii R.Blanch.
- Trichophyton mentagrophytes (C.P.Robin) Sabour.

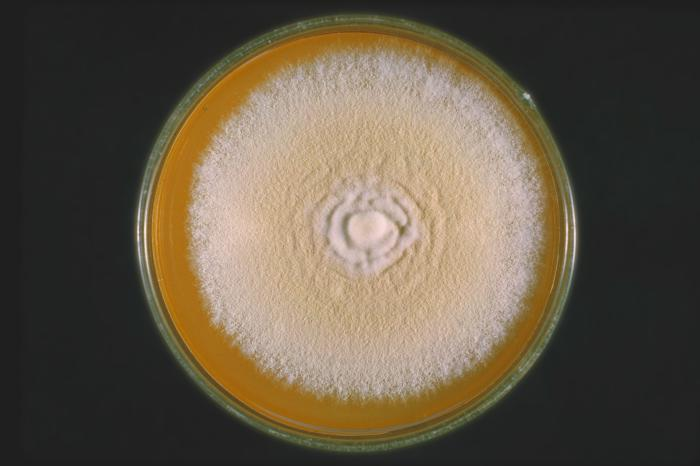
Kultur von Trichophyton mentagrophytes

- Trichophyton phaseoliforme Borelli & Feo
- Trichophyton raubitschekii J.Kane, Salkin, Weitzman & Smitka
- Trichophyton rubrum (Castell.) Sabour.
- Trichophyton schoenleinii (Lebert) Langeron & Miloch. ex Nann.
- Trichophyton simii (Pinoy) Stockdale, Mackenzie & Austwick
- Trichophyton soudanense Joyeux
- Trichophyton terrestre Durie & D.Frey
- Trichophyton tonsurans Malmsten
- Trichophyton vanbreuseghemii Rioux, Jarry & Juminer
- Trichophyton verrucosum E.Bodin
- Trichophyton violaceum Sabour. ex E.Bodin
- Trichophyton yaoundei G.Cochet & Doby-Dub.

## Belege
1. 1 2 3 4 5 6  I Weitzman and R C Summerbell. 1995. The dermatophytes. Clin. Microbiol. Rev. 8:240-295. PMID 7621400 Online
2. 1 2  J. Glenn Songer, Songer, Karen W. Post: Veterinary Microbiology: Bacterial and Fungal Agents of Animal Disease. Elsevier Health Sciences. 2004. ISBN 1-4160-6501-6. Online
3. ↑  R. Vasanthakumari: Textbook of Microbiology. 438f. BI Publications Pvt Ltd, 2007, 524 Seiten. ISBN 978-81-7225-234-2.Online
4. 1 2  Sharon CA. Chen, David Ellis, Tania . Sorrell, Wieland Meyer: Chapter 44: Trichophyton. In: Dongyou, Liu, Ana Alastruey-Izquierdo, Priscila Costa Albuquerque und Artur Alves: Molecular detection of human fungal pathogens. CRC Press Inc., 2011. 357ff. ISBN 978-1-4398-1240-2.Online
5. ↑  Apodaca, G., and J. H. McKerrow. 1989. Purification and characterization of a 27,000- M r extracellular proteinase from Trichophyton rubrum. In: Infection and Immunity. 57: 3072–3080.
6. ↑  H. Koch, H. Rieth. 1958. Endemische Trichophytie bei Meerschweinchen. In: Archiv für Klinische und Experimentelle Dermatologie 205: 577-585.